# نهاد قلی‌اف
نهاد قلی‌اف (ترکی آذربایجانی: Nihad Quliyev؛ زادهٔ ۱۹ ژوئیهٔ ۲۰۰۱) بازیکن فوتبال است.
وی همچنین در تیم‌های ملی فوتبال زیر ۱۹ سال جمهوری آذربایجان و زیر ۲۱ سال جمهوری آذربایجان بازی کرده‌است.